# Tubipora hemprichi
Tubipora hemprichi is een zachte koraalsoort uit de familie Tubiporidae. De koraalsoort komt uit het geslacht Tubipora. Tubipora hemprichi werd in 1834 voor het eerst wetenschappelijk beschreven door Ehrenberg. 